# Electrafixion
Gli Electrafixion sono stati un gruppo musicale rock alternativo inglese formatisi a Liverpool nel 1994.
Furono fondati degli ex-componenti degli Echo & the Bunnymen Ian McCulloch e Will Sergeant, a cui si aggiunsero il bassista Leon de Sylva e il batterista Tony McGuigan. Pubblicarono un album molto rock, Burned, assai diverso dalle produzioni degli Echo, quattro singoli e un EP, prima di dividersi nel 1996, dovuto alla riformazione degli Echo & the Bunnymen. Un singolo postumo in edizione limitata da 7", Baseball Bill, venne distribuito nel 1997. Durante il mini concerto allo Shepherd's Bush Empire, la band incluse Julian Phillips (ex Marion) al basso e suo fratello, George Phillips, alla batteria.

## Formazione
- Ian McCulloch - voce, chitarra
- Will Sergeant - chitarra
- Leon de Sylva - basso
- Tony McGuigan - batteria, percussioni

## Discografia

### Album in studio
- 1995 - Burned

### EP
- 1994 - Zephyr

### Singoli
- 1995 - Lowdown
- 1995 - Never
- 1996 - Sister Pain
- 1997 - Baseball Bill